# George S. Williams
George Short Williams (* 21. Oktober 1877 in Ocean View, Delaware; † 22. November 1961 in Millsboro, Delaware) war ein US-amerikanischer Politiker. Zwischen 1939 und 1941 vertrat er den Bundesstaat Delaware im US-Repräsentantenhaus.

## Werdegang
George Williams besuchte die öffentlichen Schulen seiner Heimat und danach die Wilmington Conference Academy in Dover. Danach studierte er bis 1900 am Dickinson College in Carlisle (Pennsylvania). Zwischen 1902 und 1904 arbeitete Williams als Lehrer an der Ironwood High School in Michigan und von 1905 bis 1923 war er in Delaware und in North Carolina im Holzgeschäft tätig. Gleichzeitig war er auch im Bankgeschäft aktiv.
Williams gehörte der Republikanischen Partei an. Zwischen 1921 und 1927 war er Bürgermeister von Millsboro; von 1929 bis 1933 amtierte er als Finanzminister (Treasurer) von Delaware. In den Jahren 1927 bis 1934 war er auch Mitglied im Bildungsausschuss des Staates. Danach war er von 1935 bis 1937 stellvertretender Staatsbeauftragter für den Kraftfahrzeugverkehr (Deputy Motor Vehicle Commissioner). 1940 nahm Williams als Delegierter an der Republican National Convention teil.
1938 wurde er gegen den demokratischen Amtsinhaber William F. Allen in das US-Repräsentantenhaus in Washington, D.C. gewählt. Dort konnte er zwischen dem 3. Januar 1939 und dem 3. Januar 1941 eine Legislaturperiode absolvieren. Bei den Wahlen des Jahres 1940 unterlag er Philip A. Traynor. Zwischen 1941 und 1946 war Williams Beauftragter für den Kfz-Verkehr in Delaware. Danach arbeitete er von 1947 bis 1959 im Stab von US-Senator John J. Williams. George Williams starb am 22. November 1961 in Millsboro und wurde in Georgetown beigesetzt.